# Nicejsko-konstantinopolské vyznání
Možná hledáte: Nicejské vyznání nebo Krédo

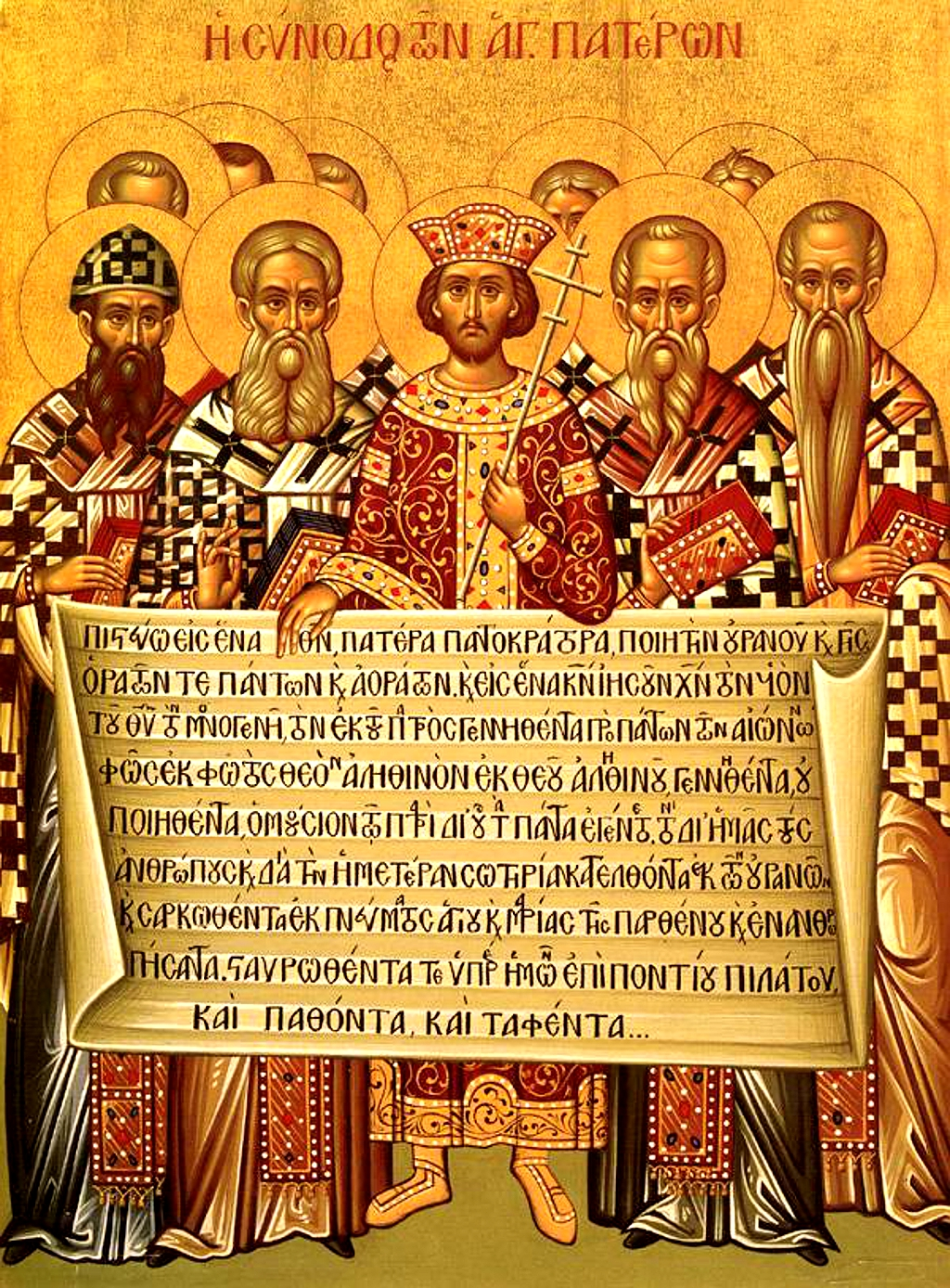
Ikona zobrazující ustanovení nicejsko-konstantinopolské vyznání víry na Chalkedonském koncilu

Nicejsko-konstantinopolské vyznání víry či Nicejsko-cařihradské vyznání víry (latinsky Nicaeno-Constantinopolitanum) je jedním z nejdůležitějších křesťanských vyznání víry. Často se užívá při liturgii, v ekumenismu je chápáno jako druhé nejvýznamnější společné vyznání víry (po původním Nicejském vyznání). Autoritativním se pro křesťanskou církev stalo roku 451 rozhodnutím Chalkedonského koncilu.
Ve východní církvi je toto vyznání závazné ve své původní podobě, s přídavkem zvaným filioque („i Syna“) jej vyznává katolická církev, anglikánská církev a protestantství.
Apoštolské a Nicejsko-konstantinopolské vyznání jsou v katolické církvi spojeny s částečnými odpustky.[zdroj?]

## Historie
Viz též: Nicejské vyznání#Historie
Původ samotného vyznání není dodnes znám, neboť se jedná o text, který přejímá až Chalkedonský koncil, který jej označuje jako „Vyznání 150 otců“ (tj. Prvního konstantinopolského koncilu). Od 6. století je Nicaeno-Constantinopolitanum považováno za revizi vyznání Prvního nikajského koncilu.
Na konci tisíciletí se vedly spory mezi Východem a Západem o latinskou vložku zvanou „filioque“, která vyznává vycházení Ducha svatého nejen z Otce, ale též ze Syna. K tomuto tématu více viz filioque.

## Text vyznání
Původní text nicejsko-konstantinopolského vyznání je řecký, pro římskokatolickou církev je závazné též jeho znění latinské. Český překlad v níže uvedené podobě se v současné době užívá např. v římskokatolické liturgii a v teologické literatuře. V pravoslavné liturgii se používá staroslověnského textu, který byl také zhudebněn některými pravoslavnými autory.
V originálním řeckém znění vychází Duch svatý z Otce a dodnes je v řečtině i v pravoslavných církvích vynecháváno slovo Filioque.
| česky Věřím v jednoho Boha, Otce všemohoucího, Stvořitele nebe i země, všeho viditelného i neviditelného. Věřím v jednoho Pána Ježíše Krista, jednorozeného Syna Božího, který se zrodil z Otce přede všemi věky: Bůh z Boha, Světlo ze Světla, Pravý Bůh z Pravého Boha, zrozený, nestvořený, jedné podstaty s Otcem, skrze něho všechno je stvořeno. On pro nás lidi a pro naši spásu sestoupil z nebe, skrze Ducha svatého přijal tělo z Marie Panny a stal se člověkem. Byl za nás ukřižován, za dnů Pontia Piláta, byl umučen a pohřben. Třetího dne vstal z mrtvých podle Písma. Vstoupil na nebesa, sedí po pravici Otce. A znovu přijde, ve slávě, soudit živé i mrtvé a jeho království bude bez konce. Věřím v Ducha svatého, Pána a Dárce života, který z Otce (i Syna) vychází, s Otcem i Synem je zároveň uctíván a oslavován a mluvil ústy proroků. Věřím v jednu svatou, všeobecnou apoštolskou Církev. Vyznávám jeden křest na odpuštění hříchů, očekávám vzkříšení mrtvých a život budoucího věku. Amen. | latinsky Credo in unum Deum, Patrem omnipotentem, factorem cæli et terræ, visibilium omnium et invisibilium. Et in unum Dominum Iesum Christum, Filium Dei unigenitum, et ex Patre natum ante omnia sæcula. Deum de Deo, Lumen de Lumine, Deum verum de Deo vero, genitum non factum, consubstantialem Patri, per quem omnia facta sunt. Qui propter nos homines et propter nostram salutem descendit de cælis. Et incarnatus est de Spiritu Sancto ex Maria Virgine, et homo factus est. Crucifixus etiam pro nobis sub Pontio Pilato, passus et sepultus est, et resurrexit tertia die, secundum Scripturas, et ascendit in cælum, sedet ad dexteram Patris. Et iterum venturus est cum gloria, iudicare vivos et mortuos, cuius regni non erit finis. Et in Spiritum Sanctum, Dominum et vivificantem, qui ex Patre (filioque) procedit. Qui cum Patre et Filio simul adoratur et conglorificatur qui locutus est per prophetas. Et unam, sanctam, catholicam et apostolicam Ecclesiam. Confiteor unum baptisma in remissionem peccatorum. Et expecto resurrectionem mortuorum, et vitam venturi sæculi. Amen. | církevněslovansky (ruská redakce) Верую во единаго Бога Отца, Вседержителя, Творца небу и земли, видимым же всем и невидимым. И во единаго Господа Иисуса Христа, Сына Божия, Единороднаго, Иже от Отца рожденнаго прежде всех век; Света от Света, Бога истинна от Бога истинна, рождена, несотворена, единосущна Отцу, Имже вся быша. Нас ради человек и нашего ради спасения сшедшаго с небес и воплотившагося от Духа Свята и Марии Девы, и вочеловечшася. Распятаго же за ны при Понтийстем Пилате, и страдавша и погребена. И воскресшаго в третий день по Писанием. И возшедшаго на небеса, и седяща одесную Отца. И паки грядущаго со славою судити живым и мертвым, Егоже Царствию не будет конца. И в Духа Святаго, Господа животворящаго, Иже от Отца исходящаго, Иже со Отцем и Сыном спокланяема и сславима, глаголавшаго пророки. Во едину Святую, Соборную и Апостольскую Церковь. Исповедую едино крещение во оставление грехов. Чаю воскресения мертвых. И жизни будущаго века. Аминь. |